# Asger Baunsbak-Jensen
Asger Baunsbak-Jensen (født 15. april 1932 i Nørup Mark ved Holbæk) er en dansk præst, forfatter, samfundsdebattør og fhv. folketingsmedlem og landsformand for Det Radikale Venstre.
Asger Baunsbak-Jensen blev uddannet lærer i 1953 og arbejdede som lærer ved Humlebæk Kommuneskole til 1961. Fra 1961 til 1968 var han forstander for Glamsbjerg Fri- og Efterskole på Fyn. Lærergerningen blev udskiftet med arbejdet som embedsmand, da han i 1968 blev undervisningsdirektør i Undervisningsministeriet. Fra 1981 til 1989 var han sognepræst i Farum.
Den politiske karriere begyndte, da Baunsbak-Jensen var landsformand for Radikal Ungdom 1954-1957. I 1958 blev han valgt til Folketinget i Frederiksborg Amtskreds, men ikke genvalgt. Han var fra 1955 til 1957 medlem af Styrelsen i Dansk Ungdoms Fællesråd og fra 1953 til 1974 og igen 1981-1984 medlem af Det Radikale Venstres hovedbestyrelse. Fra 1971 til 1974 var han Det Radikale Venstres landsformand. Fra 1954 til 1984 var han opstillet til Folketinget for partiet. Han opnåede valg igen i 1984, denne gang i Skivekredsen. Fra 1982 til 1984 var han landsformand for Foreningen Norden, og han var 1987-1988 formand for Danmarks Kirkelige Mediecenter. Han var medlem af Det Etiske Råd 1991-1997 og fra 1996 medlem af Rådet for Europæisk Politik. Han har han været hovedbestyrelsesmedlem i Kræftens Bekæmpelse (1997-2000) og bestyrelsesmedlem i Dokumentations- og Rådgivningscenter om Racediskrimination (1998-2000).
I 1984 modtog han Modersmål-Selskabets pris.
Asger Baunsbak-Jensen har tre børn. Martin Baunsbak Vermehren (tandlæge, f.27.februar.1961), Robert Baunsbak Coull (almenlæge, f.21.10.1967), og Jane McCance (kunstner, f.16.01.1974).